# 松山千春のオールナイトニッポン
『松山千春のオールナイトニッポン』（まつやまちはるのオールナイトニッポン）は、ニッポン放送の深夜放送『オールナイトニッポン』で松山千春がパーソナリティを担当したラジオ番組である。

## 放送時間
- 水曜2部 1977年10月5日 - 1978年3月27日 27:00 - 29:00 （木曜未明3:00 - 5:00）
- 月曜1部 1978年4月3日 - 1979年3月26日 25:00 - 27:00 （火曜未明1:00 - 3:00）
- 火曜1部 1980年4月8日 - 1981年3月31日 25:00 - 27:00 （水曜未明1:00 - 3:00）

## 概要
北海道を拠点に活動していた松山が本格的に東京に進出したラジオ番組である。1978年4月に2部から1部に昇格して初の全国ネット番組進出を果たした。
これについて、松山自身は2024年8月4日にエフエムナックファイブで放送された『松山千春 ON THE RADIO』の番組内で「半年たったら俺がオールナイトニッポンの1部に昇格しましてね、そのときの2部がTHE ALFEE。今でも思い出すね、『頑張れよ、お前ら、しっかりやれよ』とか言ってね。先輩だった。私、後輩だったんですよね。何なんだろう、あの根拠のない自信からくる態度のデカさ。今でもビックリするわな」と、苦笑しながら当時を振り返っていた。また、松山自身は2024年8月25日に、エフエムナックファイブで放送された『松山千春 ON THE RADIO』の番組内で「オールナイトニッポン、それも2部ですよね。（午前）3時ー5時か？　1部がタモリさんがしゃべってそれを受けて2部。今から考えたらさ、あれ時代だよな。今、ラジオを聴く…。なかなかないだろ？　けどラジオはこれからも続けていきたいと思います」と話していた。
それに、松山は「竹田さんを失ったから、ある意味、標的というかさ、目標というか、目の前が真っ白になったわけじゃん？　そしたら仕事してなきゃいられられないみたいな。だからコンサートとオールナイトニッポンの2部と掛け持ちで頑張ってましたからね」と松山の恩人であるSTVラジオ（当時の札幌テレビ放送ラジオ局の通称）のディレクターである竹田健二について話している。実際、竹田は亡くなる前日に、ニッポン放送の関係者と話し合って、松山が「オールナイトニッポン第2部」のパーソナリティを担当する段取りをつけていたが、翌日の1977年8月27日に急逝された。ちなみに、松山の初めてのコンサートのセットリストも竹田が考えていた。
1979年3月26日の月曜1部時代の最終回の放送で「きっとまた帰って来るからな！」と言い残し、その言葉通り一年後の1980年4月8日から火曜1部でオールナイトニッポンに復帰した。復帰に際して記者会見を行い、「オールナイトニッポンも曲がり角に来ていると思うので、去年まで以上に僕のメッセージをアピール出来るようにしたい」といったことを話している。
2023年2月18日『オールナイトニッポン55周年記念 オールナイトニッポン55時間スペシャル』の中で19時 - 21時枠で復活。

## コーナー
- 社会福祉関係のコーナー
- プロ野球情報
- 私のすきなもの
  - リスナーが好きなものをハガキで募集して、松山が紹介する[8]。
- アカペラコーナー
  - リスナーが電話で歌に挑戦、これに合格すると次の週には松山の弾き語りに合わせて歌を歌うことが出来る[9]。